# Calliptamicus semiroseus
Calliptamicus semiroseus är en insektsart som först beskrevs av Jean Guillaume Audinet Serville 1838.  Calliptamicus semiroseus ingår i släktet Calliptamicus och familjen gräshoppor. Inga underarter finns listade i Catalogue of Life.